# Певницкий, Иоанн Михайлович
Иоанн Михайлович Певницкий (1798—1863) — протоиерей Русской православной церкви, педагог и духовный писатель.

## Биография
Иоанн Певницкий родился в 1798 году, воспитывался в Нижегородской духовной семинарии, а затем в Санкт-Петербургской духовной академии, в составе III курса (1815—1819 гг.), и выпущен был со званием 1-го магистра.

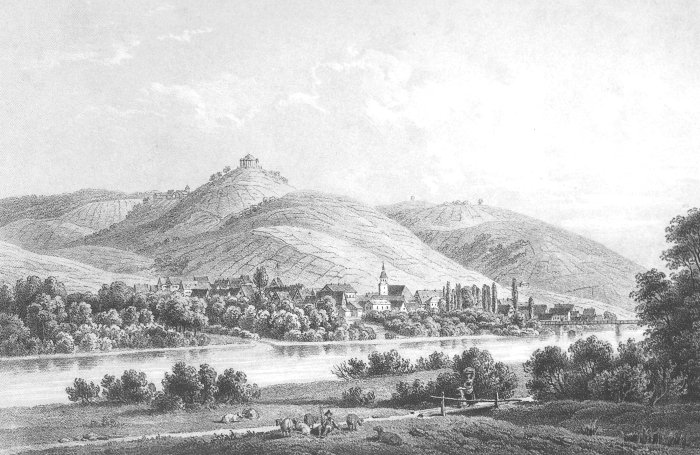
Вюртембергский мавзолей;
гора Ротенберг, Штутгарт
(художник Эммингер, Эберхард)

Оставленный при СПбДА бакалавром греческого и немецкого языков, он в 1821 году был перемещён на класс философских наук где преподавал историю философии. 
В 1823 году Иоанн Михайлович Певницкий определился священником в Штутгарт, к православной церкви, построенной на горе Ротенберг, на могиле королевы Вюртемберга Екатерины Павловны, и оставался там до 1852 года, когда был переведен на службу в придворный собор Императорского Зимнего Дворца. С 1840 года он был законоучителем принцессы, впоследствии российской императрицы Марии Александровны. 
Возведенный в сан протоиерея, И. М. Певницкий умер 19 августа 1863 года. 
Перу Певницкого принадлежат следующие богословские и научные труды: «Рассуждение о том, что Иисус Христос есть истинный Сын Божий, Единородный Богу Отцу» (напечатано в издании «Некоторые опыты… студентов Санкт-Петербургской духовной академии III курса», С.-Пб. 1819, стр. 95—145); «О состоянии учебной части в Виртембергском королевстве» («Журнал Министерства народного просвещения» 1836 г., ч. IX, стр. 397 и сл.); «Всеобщее обозрение Виртембергских народных школ» («Журнал Министерства народного просвещения», часть XI, стр. 161 и сл.); «О необходимости добрых дел ко спасению», СПб., 1840 год.